# Nobuhide Oda
Nobuhide Oda (japonsky 织田信秀, Oda Nobuhide, 1510 – 21. dubna 1551) byl válečníkem a smírčím soudcem v provincii Owari v Japonsku během období Sengoku. Byl otcem Nobunagy Ody.
Nobuhide, jako hlava klanu Oda, byl zapleten do války s daimjóem provincie Mino Dósanem Saitóem na severních hranicích a na východě s Jošimotem Imagawou, daimjóem provincií Mikawa, Suruga a Tótómi. Nikdy nebyl schopen zcela sjednotit provincii Owari. Přestože si zajistil udržení svých držav proti ostatním oponentům, neustálé boje uvnitř klanu Oda mu zabránily dosáhnout úplného vítězství. V roce 1549 Nobuhide dohodl mír s Dósanem Saitóem sjednáním svatby mezi svým synem Nobunagou a Saitóovou dcerou Nóhime. S podporou Dósana se Nobuhide zaměřil na Imagawu. V jednom z jeho vítězných momentů se mu podařilo zajmout Motojasu Macudairu na cestě do Imagawy a udělal z něj rukojmí. Nyní byl schopen zajistit si vstup do provincie Mikawa.
Když Nobuhide zemřel v roce 1551 na hradě Suemori, ustavil mladého Nobunagu jako svého následníka v pozici vůdce klanu Oda a svého malého panství. Nobunaga, který sotva znal svého otce a už měl špatnou pověst jako delikvent, přišel nevhodně oblečený na Nobuhideho pohřeb a hodil vonné tyčinky na oltář chrámu proklínaje svůj osud. To zapříčinilo, že Nobuhideho vazalové místo Nobunagy, podporovali jeho mladšího bratra Nobujukiho Odu. Aby získal podporu, vydal se Nobunaga za Masahidem Hiratem a za svým tchánem Dósanem Saitóem, se kterým se předtím nikdy nesetkal. Od tohoto bodu zvratu mu trvalo sedm let, než upevnil svou moc v klanu a sjednotil provincii Owari.